# Pentaceros japonicus
Pentaceros japonicus är en fiskart som beskrevs av Steindachner, 1883. Pentaceros japonicus ingår i släktet Pentaceros och familjen Pentacerotidae. IUCN kategoriserar arten globalt som livskraftig. Inga underarter finns listade i Catalogue of Life.